# Staffora
Der Staffora ist ein rund 65 Kilometer langer rechter Nebenfluss des Po in der italienischen Provinz Pavia, der durch den südlichsten Teil der Lombardei verläuft. Er entwässert einen Abschnitt des Ligurischen Apennins durch das Valle Staffora in Richtung Po-Ebene und durchfließt im Unterlauf die Landschaft Oltrepò Pavese. Nur wenig westlich verläuft parallel zum Staffora der etwas kürzere Curone.

## Verlauf
Der Staffora entspringt der Fontana di San Giacomo auf 1343 m s.l.m. am Nordosthang des Monte Chiappo in der Gemeinde Santa Margherita di Staffora. Die Quelle liegt neben der Strada Provinciale 90, die zum nahegelegenen Passo del Giovà führt, direkt an der Grenze zu den Regionen Piemont und Emilia-Romagna.
Von der Quelle fließt er anfangs nach Südosten und erreicht nur wenig später die Fraktion Pian del Poggio, wo er die SP48 unterquert. Hier wendet er sich nach Nordosten und bildet eine bewaldete, enge Schlucht. Er passiert die über der Schlucht gelegenen Dörfer Casale Staffora und Samboneto (Zerba), ehe er ab der Einmündung des Fosso del Tigarello von rechts bis Pianostano bei Cencerate die Grenze zur Provinz Piacenza der Region Emilia-Romagna bildet. Die Schlucht öffnet sich nun, wobei er direkt von der SP48 überbrückt wird, die nun im Tal des Staffora verläuft. 
Kurz danach bildet er bis zur Einmündung des Fosso dell’Isola von links die Gemeindegrenze zwischen Santa Margherita di Staffora und Brallo di Pregola. Nur wenig später erreicht der Staffora die Fraktionen Cegni und Fego der Gemeinde Santa Margherita, wo er erneut von der SP48 überbrückt wird. Hier nimmt er von rechts den Montagnola auf und wendet sich nach Nordwesten.
Es folgen die Fraktionen Casanova di Sinistra am linken sowie Casanova di Destra am rechten Ufer. Hier wird er zum dritten Mal von der SP48 überbrückt. Er erreicht das Dorf Bersanino, wo der Staffora die Gemeindegrenze zu Varzi übertritt. Der Staffora passiert die Fraktionen Bosmenso Inferiore und Casa Rompalla, die gegenüberliegen, sowie Carro, die an der Einmündung des Aronchio von rechts liegt. Der Staffora fließt nun an San Martino, Casa Boriani, Ranzi sowie dem Dorf Varzi vorbei, das am rechten Ufer liegt. In Varzi wird der Fluss von der SP166 überquert. Gleich nach Varzi bildet er kurz die Gemeindegrenze zu Bagnaria, ehe er ganz in dieser Gemeinde verläuft. Nur wenig flussabwärts mündet bei der Fraktion Ponte Crenna von rechts der Crenna in den Staffora.
Er passiert Casa Galeotti, Casa Massone sowie Torretta, bevor er das Dorf Bagnaria erreicht, das am Fuße des Monte Giglio liegt. Es folgt am linken Ufer die Gemeinde Ponte Nizza, welche sich nach dem Dorf Spizziro auf beide Flussseiten ausweitet. Hier passiert der Staffora San Ponzo Semola und Molino del Conte, bevor er das Dorf Ponte Nizza erreicht, das am rechten Ufer an der Einmündung des Nizza liegt. Gleich darauf passiert er die Gemeindegrenze zu Cecima, wo einzig die Fraktion Casa Zanrè am Fluss liegt. Hier führt eine Brücke der SP62 über den Fluss, die Casa Zanrè mit dem Dorf Cecima verbindet. Am rechten Ufer grenzt nun die Gemeinde Godiasco Salice Terme an, während am linken Ufer auf einem kurzen Abschnitt die zur Region Piemont gehörende Gemeinde Pozzol Groppo angrenzt.
Auf diesem Abschnitt passiert der Staffora Costiola, wo die SP105 den Fluss überbrückt, sowie San Desiderio, ehe er kurz vor dem Dorf Godiasco wieder vollständig in der Lombardei verläuft. Bei Godiasco fließt ihm von rechts der Ardivestra zu. Nur kurz danach folgen am rechten Ufer die Gemeinde Rivanazzano Terme sowie die Fraktionen Montealfeo und Salice Terme, nach der er ganz in Rivanazzano Terme verläuft. Hier erreicht er beim Dorf Rivanazzano die Po-Ebene und wird zugleich von der SP461 überbrückt. Gleich danach überquert der Staffora die Gemeindegrenze zu Retorbido, wo von rechts der Rile einmündet. Wenig flussabwärts der Mündung bildet er die Gemeindegrenze zu Rivanazzano Terme am linken und Retorbido am rechten Ufer, wobei der Fluss den am linken Ufer liegenden Flugplatz Voghera passiert.
Der Staffora erreicht die Kleinstadt Voghera, deren östliche Siedlungsgrenze er bildet. Er wendet sich nach Nordosten und unterquert die Bahnstrecke Alessandria–Piacenza sowie die SP10 und Autostrada A21, bevor er sich wieder nach Nordwesten wendet. Es folgt die Fraktion Oriolo, ehe er die Gemeindegrenze zu Cervesina übertritt. Der Fluss durchfließt das Dorf und erreicht das Gemeindegebiet von Zinasco.
Hier mündet der Staffora schließlich auf etwa 60 m s.l.m. nur wenig nördlich von Cervesina von rechts in den Po.

## Geschichte
Die Römer nannten den Fluss wahrscheinlich l’Iria. Dies wird abgeleitet von Vicus Iria, dem römischen Namen der Stadt Voghera, die am linken Flussufer liegt. Der Name Iria könnte aber auch für den Fluss Scrivia stehen.
Der moderne Flussname Stàffora stammt vom Wort Stàfula ab, das wiederum vom langobardischen Wort Staffel abgeleitet wurde. Dieser Name wurde erstmals an einem Flussabschnitt nahe Voghera als Cascina Stàffela erwähnt.